# Municipio de Wayne (condado de Clinton, Ohio)
El municipio de Wayne (en inglés: Wayne Township) es un municipio ubicado en el condado de Clinton en el estado estadounidense de Ohio. En el año 2010 tenía una población de 716 habitantes y una densidad poblacional de 8,75 personas por km².

## Geografía
El municipio de Wayne se encuentra ubicado en las coordenadas 39°25′1″N 83°37′55″O / 39.41694, -83.63194. Según la Oficina del Censo de los Estados Unidos, el municipio tiene una superficie total de 81.79 km², de la cual 81,72 km² corresponden a tierra firme y (0,09 %) 0,08 km² es agua.

## Demografía
Según el censo de 2010, había 716 personas residiendo en el municipio de Wayne. La densidad de población era de 8,75 hab./km². De los 716 habitantes, el municipio de Wayne estaba compuesto por el 96,93 % blancos, el 0,56 % eran afroamericanos, el 0,28 % eran amerindios, el 0,14 % eran asiáticos y el 2,09 % eran de una mezcla de razas. Del total de la población el 0,56 % eran hispanos o latinos de cualquier raza.